# 李延 (成化進士)
李延（1440年—？），字與齡，江西南昌府豐城縣人，軍籍。明朝政治人物。進士出身。

## 生平
江西鄉試第七十四名。成化五年（1469年）乙丑科會試第五十五名，殿試登進士第二甲第十五名。

## 家族
曾祖李宗海。祖父李南坡。父亲李世宗。